# Antonina Adamowska-Szumowska
Antonina Adamowska-Szumowska też Antoinette Szumowska (ur. 22 lutego 1868 w Lublinie, zm. 16 sierpnia 1938 w Rumson, New Jersey) – polska pianistka i pedagog, działająca w Stanach Zjednoczonych.

## Życiorys
Studiowała w Instytucie Muzycznym w Warszawie u Rudolf Strobla i  Michałowskiego, a następnie w latach 1890–1895 u Paderewskiego w Paryżu. Jako pianistka swój paryski debiut miała w 1891.
W 1895 wyemigrowała do Stanów Zjednoczonych. Była profesorem New England Conservatory of Music w Bostonie i członkiem Tria Adamowskich wraz z mężem Józefem Adamowskim (wiolonczelistą) i jego bratem Timothee Adamowskim (skrzypkiem).
Matka polskiego hokeisty i olimpijczyka Tadeusza Adamowskiego oraz aktorki i działaczki charytatywnej Helenki Adamowskiej Pantaleoni. Amerykańska aktorka Téa Leoni jest jej prawnuczką.